# Дженнингс-Габарра, Карин
Карин Лесли Дженнингс-Габарра (англ. Carin Leslie Jennings-Gabarra, 9 января 1965 года, Ист-Ориндж) — бывшая американская футболистка, форвард национальной сборной. Чемпионка мира и Олимпийских игр.
С 1993 года возглавляет женскую футбольную команду Военно-морской академии США.

## Карьера

### Ранние годы
Выросла в Ранчо Палос Вердес, пригороде Лос-Анджелеса. С 1980 по 1983 год училась в старшей школе Палос Вердес, где и начала заниматься футболом. За четыре сезона в школьных соревнованиях забила 226 мячей и трижды признавалась MVP в Калифорнии.
С 1983 по 1986 год училась в Калифорнийском университете и играла в студенческой команде «Санта-Барбара Гаучос». В 1984 году установила рекорд первого дивизиона NCAA, забив 34 мяча за сезон. Всего за свою студенческую карьеру забила 102 мяча в чемпионате NCAA и была признана Атлетом десятилетия в университете. В 1991 году была избрана в Зал спортивной славы университета.
В 1987 году выпустилась с дипломом бакалавра в сфере бизнес-менеджмента.
В 2000 году журнал «Soccer America» включил Дженнингс в студенческую сборную столетия.

## Карьера
Выступала за команды «Лос-Анджелес Блюз» и «Саузерн Калифорния Эйджакс». В составе последней выиграла любительский чемпионат США в 1991 году и два любительских кубка США в 1992 и 1993 годах.

### Сборная
За сборную США выступала с 1987 по 1996 год, проведя 117 матчей и забив 53 мяча.
В 1991 году на чемпионате мира в Китае стала третьей в споре бомбардиров, забив шесть мячей, а также получила Золотой мяч как лучшая футболистка турнира.
Участвовала в чемпионате мира 1995 года, на котором сборная США заняла третье место.
После победы на Олимпиаде-1996 объявила о завершении международной карьеры.

### Тренерская деятельность
Работать тренером начала в 1987 году после окончания университета, возглавив команду колледжа Уэстмонт в Санта-Барбаре. Затем работала ассистентом тренера в команде Гарварда.
С 1993 года возглавляет женскую команду Военно-морской академии, выступающую в первом дивизионе чемпионата NCAA.
В 2000 году избрана в Национальный футбольный зал славы. В 2003 году избрана в Зал олимпийской славы США.

## Личная жизнь
С 1992 года замужем за бывшим футболистом сборной США Джимом Габаррой. У них трое детей — две дочери и сын.